# NGC 5793
NGC 5793 é uma galáxia espiral (Sb) localizada na direcção da constelação de Libra. Possui uma declinação de -16° 41' 36" e uma ascensão recta de 14 horas, 59 minutos e 24,7 segundos.
A galáxia NGC 5793 foi descoberta em 1886 por Frank Leavenworth.